# 樂透心
樂透心，是日本純種競賽馬匹。生涯活躍於中長途賽事，曾於2021年贏得皋月賞、秋季天皇賞及有馬紀念。

## 出賽前
2018年3月10日出生於北海道安平町北部牧場，於一口馬主俱樂部Carrot Farm Co. Ltd.進行馬主募集後被送往北海道苫小牧市北部牧場空港分場成長。
其後交由美浦訓練中心練馬師鹿戶雄一訓練。

## 競賽生涯

### 2歲
8月23日出戰札幌競馬場2歲新馬戰，比賽途中一直保持於第三左右的有利位置，進入直路後率先衝出並成功阻止後上的Escobar，以3/4馬位取得首勝。
11月8日出戰一捷馬戰百日草特別，比賽開始後選擇中團戰術，於直路上成功加速衝刺並超越前方馬匹，最終以1 1/4馬位優勢取勝。

### 3歲
2021年2月14日出戰共同通信盃作爲年度首戰，賽前落後皇家沙特阿拉伯盃冠軍星光速、大帝及Leftovers取得第四人氣。然而於比賽途中，其成功進佔有利位置並把握機會於直路衝出，直路中段繼續突放加速之下拉開第二伽利衛星2 1/2馬位取得首個分級賽冠軍。
短暫放草過後於4月18日出戰皋月賞，僅次於上年度最佳2歲雄馬野田小子獲得第二人氣。比賽開始後，其採用拿手的先行戰術緊追前方領放的領銜及振興世界推進，保持穩定節奏下以先頭位置通過最後彎道。進入直路後，其於內檔位置迅速加速突擊，最終成功超越前方的領銜並拉開拋離對手3馬位下奪得首個分級賽冠軍，成爲史上第十九匹無敗皋月賞馬，亦爲騎師橫山武史帶來首個一級賽優勝。

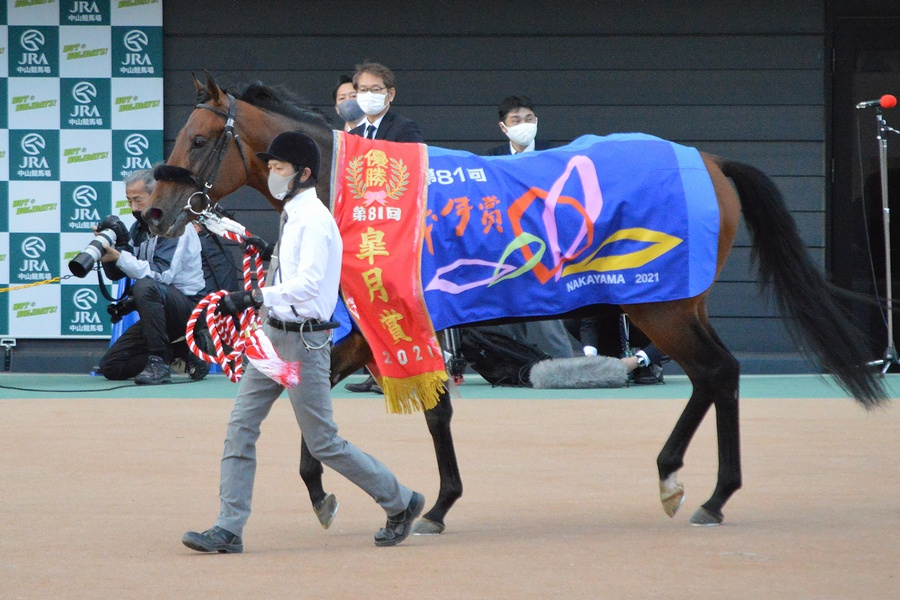
皋月賞頒獎儀式

5月30日出戰東京優駿（日本打吡），賽前以壓倒性的1.7倍獨贏賠率獲得第一人氣。比賽開始後，其於先頭位置推進，但通過第二彎道後開始放慢速度墮後至第九左右的位置。進入直路後其準備發力，於最後500米抽出外檔加速衝刺並奪得領先，然而此時大帝於內欄位置突擊，樂透心於終點線前被對手追至平頭。最終經過照片判定，賽會宣佈樂透心以10厘米微小差距落敗，無緣打吡馬的頭銜。

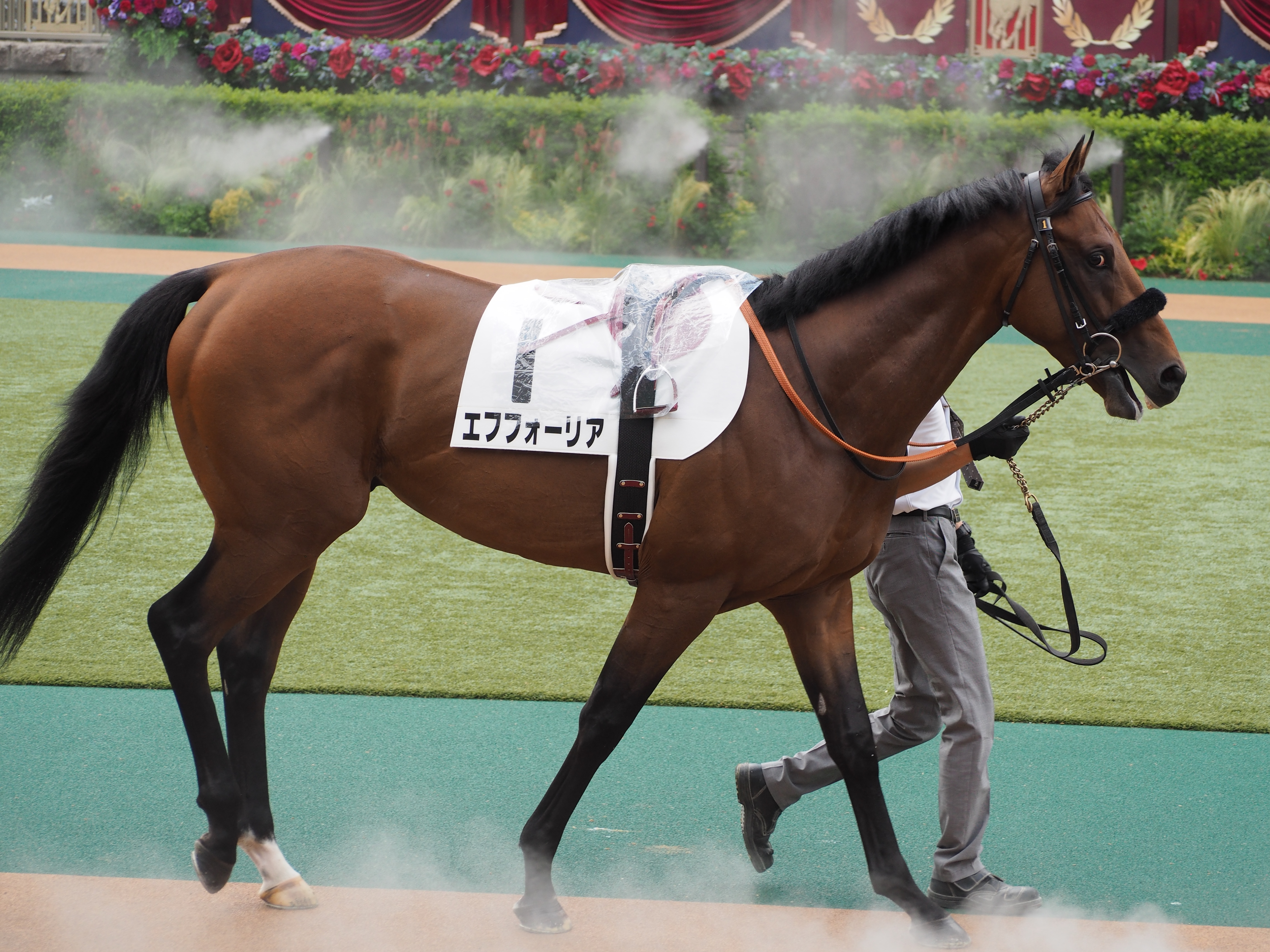
東京優駿沙圈

完成打吡後前往放草，於9月30日返回馬房訓練，而此時陣營經過討論後認爲3000米的菊花賞對樂透心來說較爲困難，因而轉戰秋季天皇賞。
10月31日按照計劃出戰秋季天皇賞，落後於上年度無敗三冠馬鐵鳥翱天及短途一哩霸主放聲歡呼獲得第三人氣。比賽開始後，其處於中團靠前位置展開推進，進入直路後保持節奏逐步加速。最終於保持加速衝刺下，其於最後關頭前超越放聲歡呼領先，及後成功抵擋後上的鐵鳥翱天以鼻位壓過對手取勝，其亦成爲繼其祖父吉兆後再一匹贏得秋季天皇賞的3歲馬。
其後出戰有馬紀念，成功壓過劍指大獎賽四連霸的創世駒取得第一人氣。比賽開始後，其停留於中團較後方位置緩慢追走，通過第三彎道後嘗試加速並爬升至第五的位置。進入直路後，其隨即由先頭部隊位置衝出並取得領先，不斷加速之下阻止後方緣厚情致及創世駒的追擊，最終3/4馬位再度贏得一級賽冠軍。
年末，由於其勝出皋月賞並以3歲馬身份勇奪兩項古馬一級賽冠軍，於評選中以全票296票當選最佳3歲雄馬，亦以277票問鼎日本馬王的寶座。

### 4歲
2022年首戰爲大阪盃，比賽途中處於中團位置穩定前進，然而於比賽途中一直被其他馬匹緊盯，最終一直無法衝出包圍之下以第九落敗。
賽後練馬師鹿戶雄一表示敗因之一爲樂透心曾於閘內撞擊導致頭部受傷，檢查過後確認其右眼有撞傷的痕跡，所幸並未傷及眼膜。
6月26日出戰寶塚紀念，由於比賽初段前方的領銜以高步速快放，樂透心節奏被破壞下於直路未能進一步加速，最終以第六落敗。
長期休養過後於12月的有馬紀念復出，賽前獲得第五人氣。比賽開始後於中團靠前位置等待時機，通過第四彎道後開始發力衝出並佔據先有位置。然而於直路上轉趨力弱，於直路中段被春秋分及喜運英豪超越，其後再被吉典娜及大奇蹟追上之下以第五完賽。

### 5歲
2023年2月12日出戰京都紀念，比賽初段選擇跟隨領放馬皇室徽號於前方推進，通過第三彎道時仍然處於前方。然而經過第四彎時其突然失速後退，最終於終點線前被騎師橫山拉停且比賽中止。
賽後經醫療團隊即時檢查後確認爲心房顫動，雖然於2月14日返回美浦訓練中心經過詳細檢查未有發現異常，但陣營相關人士商討後仍然決定安排其退役。

### 詳細賽績
| 日期       | 舉辦國家 | 馬場 | 距離   | 級別 | 賽事名稱   | 負重 | 騎師     | 馬號 | 出馬 | 名次     | 時間     | 頭馬（二馬）         |
| ---------- | -------- | ---- | ------ | ---- | ---------- | ---- | -------- | ---- | ---- | -------- | -------- | -------------------- |
| 23/8/2020  | 日本     | 札幌 | 草2000 |      | 2歲新馬    | 54   | 横山武史 | 6    | 7    | 1        | 2:03.3   | （Escobar）          |
| 8/11/2020  | 日本     | 東京 | 草2000 |      | 百日草特別 | 55   | 横山武史 | 6    | 8    | 1        | 2:02.3   | （Rain from Heaven） |
| 14/2/2021  | 日本     | 東京 | 草1800 | GIII | 共同通信盃 | 56   | 横山武史 | 7    | 12   | 1        | 1:47.6   | （伽利衛星）         |
| 18/4/2021  | 日本     | 中山 | 草2000 | GI   | 皋月賞     | 57   | 横山武史 | 7    | 16   | 1        | 2:00.6   | （領銜）             |
| 30/5/2021  | 日本     | 東京 | 草2400 | GI   | 東京優駿   | 57   | 横山武史 | 1    | 17   | 2        | 2:22.5   | 大帝                 |
| 31/10/2021 | 日本     | 東京 | 草2000 | GI   | 秋季天皇賞 | 56   | 横山武史 | 5    | 16   | 1        | 1:57.9   | （鐵鳥翱天）         |
| 26/12/2021 | 日本     | 中山 | 草2500 | GI   | 有馬紀念   | 55   | 横山武史 | 10   | 16   | 1        | 2:32.0   | （緣厚情摯）         |
| 3/4/2022   | 日本     | 阪神 | 草2000 | GI   | 大阪盃     | 57   | 横山武史 | 6    | 16   | 9        | 1:59.1   | 菜圃向榮             |
| 26/6/2022  | 日本     | 阪神 | 草2200 | GI   | 寶塚紀念   | 58   | 横山武史 | 4    | 17   | 6        | 2:10.6   | 領銜                 |
| 25/12/2022 | 日本     | 中山 | 草2500 | GI   | 有馬紀念   | 57   | 横山武史 | 7    | 16   | 5        | 2:33.2   | 春秋分               |
| 12/2/2023  | 日本     | 阪神 | 草2200 | GII  | 京都紀念   | 58   | 横山武史 | 10   | 13   | 比賽中止 | 比賽中止 | 勝局在望             |

## 退役後
退役後，樂透心成爲了配種馬，於北海道安平町社台Stallion Station休養，在2023年進行配種，配種費爲300萬日圓。首批子嗣將於2024年出生。首批子嗣可於2026年出賽。

## 血統簡介
父系神威啟示爲日本賽駒，生涯戰績優秀，曾勝出一級賽菊花賞及日本盃，退役後亦有優秀的配種成績。祖父吉兆爲美國生產的日本賽駒，生涯戰績彪炳，曾於2002年及2003年連霸秋季天皇賞及有馬紀念。
母系Katies Heart爲日本賽駒，生涯戰績不佳，雖有勝場但未突破條件戰級別。外祖父真心呼喚亦爲日本賽駒，生涯戰績優秀，曾勝出有馬紀念及杜拜司馬經典賽。

### 血統表
| 父線：雷弼圖系（Hail to Reason系）               |                             |                |               |
| 種馬 神威啟示 2010年（棗色）                     | 吉兆 1999年（深棗色）       | Kris S.        | 雷弼圖        |
| 種馬 神威啟示 2010年（棗色）                     | 吉兆 1999年（深棗色）       | Kris S.        | Sharp Queen   |
| 種馬 神威啟示 2010年（棗色）                     | 吉兆 1999年（深棗色）       | Tee Kay        | Gold Meridian |
| 種馬 神威啟示 2010年（棗色）                     | 吉兆 1999年（深棗色）       | Tee Kay        | Tri Argo      |
| 種馬 神威啟示 2010年（棗色）                     | 西沙里奧 2002年（黑色）     | 特別週         | 週日寧靜      |
| 種馬 神威啟示 2010年（棗色）                     | 西沙里奧 2002年（黑色）     | 特別週         | Campaign Girl |
| 種馬 神威啟示 2010年（棗色）                     | 西沙里奧 2002年（黑色）     | Kirov Premiere | 鞍匠井        |
| 種馬 神威啟示 2010年（棗色）                     | 西沙里奧 2002年（黑色）     | Kirov Premiere | Querida       |
| 繁殖雌馬 Katies Heart 2009年（棗色）             | 真心呼喚 2001年（棗色）     | 週日寧靜       | Halo          |
| 繁殖雌馬 Katies Heart 2009年（棗色）             | 真心呼喚 2001年（棗色）     | 週日寧靜       | Wishing Well  |
| 繁殖雌馬 Katies Heart 2009年（棗色）             | 真心呼喚 2001年（棗色）     | Irish Dance    | 東來兵        |
| 繁殖雌馬 Katies Heart 2009年（棗色）             | 真心呼喚 2001年（棗色）     | Irish Dance    | Buper Dance   |
| 繁殖雌馬 Katies Heart 2009年（棗色）             | Katies First 1987年（棗色） | 基斯           | Sharpen Up    |
| 繁殖雌馬 Katies Heart 2009年（棗色）             | Katies First 1987年（棗色） | 基斯           | Doubly Sure   |
| 繁殖雌馬 Katies Heart 2009年（棗色）             | Katies First 1987年（棗色） | Katies         | Nonoalco      |
| 繁殖雌馬 Katies Heart 2009年（棗色）             | Katies First 1987年（棗色） | Katies         | Mortefontaine |
| 雌系：號族：7-f                                  |                             |                |               |
| 五代內近親交配：週日寧靜 4×3、Hail to Reason 5×5 |                             |                |               |

## 命名由來
名字Efforia（エフフォーリア）於希腊语中，有「強烈的幸福感」的意思，香港則按此翻譯为「樂透心」。

## 外部連結
- 樂透心 netkeiba.com （页面存档备份，存于）
- 血統表 （页面存档备份，存于）